# Rioni (wieś)
Rioni (gruz. რიონი) – wieś w Gruzji, w regionie Imeretia, w gminie Ckaltubo, nad rzeką o tej samej nazwie. W 2014 roku liczyła 4253 mieszkańców.